# Broń iniekcyjna
Broń iniekcyjna – urządzenie miotające służące do zdalnego wprowadzania do organizmu zwierzęcia preparatu obezwładniającego, uspokajającego i leczniczego.
Wstrzykiwanie preparatu następuje za pomocą pocisków-strzykawek. Występuje w postaci broni palnej, wiatrówek oraz dmuchawek. Strzela się nabojami w których rolę pocisków spełniają odpowiednio skonstruowane strzykawki posiadające stabilizator brzechwowy lub miotełkowy.
Znanym rozwiązaniem tego typu broni jest karabin kalibru 32 Model Powder–Projektor, który opracowała i wytwarza amerykańska firma Palmer Chemicals and Equipment Co. Inc.. Karabin ten strzela na odległość do 82 m. Drugim karabinem jest karabin 32 Model 60N, którego projektantem i producentem jest szwajcarska firma Peter Ott Ltd o masie 2,6 kg., długości 1150 mm i donośności 70 m.